# Riacho de Santana (kommun i Brasilien, Bahia, lat -13,84, long -43,17)
Riacho de Santana är en kommun i Brasilien.   Den ligger i delstaten Bahia, i den östra delen av landet, 600 km öster om huvudstaden Brasília. Antalet invånare är 30 651.
Följande samhällen finns i Riacho de Santana:
- Riacho de Santana

Omgivningarna runt Riacho de Santana är huvudsakligen savann. Runt Riacho de Santana är det glesbefolkat, med 11 invånare per kvadratkilometer.